# Johanna Wallenius
Johanna Wallenius, född 1981, är en finsk nationalekonom och professor vid Handelshögskolan i Stockholm. Johanna Wallenius innehar åren 2022-2023 Ragnar Söderbergs professur i ekonomi. 

## Karriär
Johanna Wallenius disputerade 2010 vid Arizona State University. Sedan 2010 har hon varit anställd vid Handelshögskolan, som Assistant Professor från 2010, som Associate Professor från 2014, och som professor från 2019. Hon är sedan 2019 Research Fellow inom forkskningsnätverket CEPR.

## Forskning
Wallenius forskar främst inom makroekonomi och arbetsmarknadsekonomi.

## Priser och utmärkelser
2017 erhöll Johanna Wallenius utmärkelsen SSE Corporate Partner Research Award, Researcher of the Year.
Hon är sedan 2015 Wallenberg Academy Fellow.